# Гилберт (Ајова)
Гилберт (енгл. Gilbert) град је у америчкој савезној држави Ајова. По попису становништва из 2010. у њему је живело 1.082 становника.

## Демографија
Према попису становништва из 2010. у граду је живело 1.082 становника, што је 95 (9,6%) становника више него 2000. године.
| Група             | 2000.       | 2010.         |
| Белци             | 949 (96,1%) | 1.025 (94,7%) |
| Афроамериканци    | 7 (0,7%)    | 15 (1,4%)     |
| Азијати           | 15 (1,5%)   | 12 (1,1%)     |
| Хиспаноамериканци | 11 (1,1%)   | 16 (1,5%)     |
| Укупно            | 987         | 1.082         |